# Jason Durr
Jason Durr (* 2. Dezember 1967 in Singapur) ist ein britischer Theater- und Filmschauspieler. Nationale Bekanntheit erlangte er durch seine Rolle des Mike Bradley in der Fernsehserie Heartbeat und des David Hide in der Fernsehserie Casualty.

## Leben
Durr wurde in Singapur geboren, wuchs allerdings in Hongkong auf. Er studierte an der London Academy of Music and Dramatic Art und schloss sich danach der Royal Shakespeare Company an.
1990 hatte er seine erste Fernsehrolle als Alex Hartmann in insgesamt 18 Episoden der Fernsehserie Jupiter Moon. 1991 hatte er die Hauptrolle im Fernsehfilm Gawain and the Green Knight, basierend auf der gleichnamigen Romanze. Es folgten weitere Rollen in Fernsehfilmen. Von 1997 bis 2003 verkörperte er die Rolle des Mike Bradley in insgesamt 128 Episoden der Fernsehserie Heartbeat. Seit 2016 ist er als David Hide in der Fernsehserie Casualty, seit 2019 in dem Ableger Holby City in derselben Rolle zu sehen.
Durr ist in zweiter Ehe seit dem 28. Mai 2004 mit der Schauspielerin und Fernsehmoderatorin Kate Charman verheiratet. Das Paar hat drei Kinder. Die Familie lebt abwechselnd in Los Angeles oder im engländischen Cotswolds.

## Filmografie
- 1990: Jupiter Moon (Fernsehserie, 18 Episoden)
- 1990: Theatre Night (Fernsehserie, Episode 5x05)
- 1990: The Paradise Club (Fernsehserie, Episode 2x09)
- 1991: Young Soul Rebels
- 1991: Gawain and the Green Knight (Fernsehfilm)
- 1992: Between Two Worlds (Kurzfilm)
- 1993: Inspektor Morse, Mordkommission Oxford (Inspector Morse) (Fernsehserie, Episode 7x01)
- 1993: Screen Two (Fernsehserie, Episode 9x04)
- 1994: A Dark Adapted Eye (Mini-Fernsehserie, Episode 1x02)
- 1995: Sharpe’s Battle (Fernsehfilm)
- 1996: Christmas (Fernsehfilm)
- 1996: Killer Tongue (La lengua asesina)
- 1997: Bugs – Die Spezialisten (Bugs) (Fernsehserie, Episode 3x07)
- 1997–2003: Heartbeat (Fernsehserie, 128 Episoden)
- 2000: The Wrong Side of the Rainbow (Fernsehserie)
- 2003: Rosamunde Pilcher: Wintersonne (Winter Solstice) (Fernsehfilm)
- 2004: Fooling Hitler (Fernsehfilm)
- 2005: Mysterious Island – Die geheimnisvolle Insel (Mysterious Island) (Fernsehfilm)
- 2005: Rosamunde Pilcher: Zauber der Liebe (Summer Solstice) (Fernsehfilm)
- 2006: True True Lie
- 2007: Numbers – Die Logik des Verbrechens (NUMB3RS) (Fernsehserie, Episode 4x05)
- 2009: Above Suspicion (Fernsehserie, 2 Episoden)
- 2009: Wet (Videospiel)
- 2010: Agatha Christie’s Marple (Fernsehserie, Episode 5x03)
- 2010: Sunshine (Kurzfilm)
- 2011: Inspector Barnaby (Midsomer Murders) (Fernsehserie, Episode 13x08)
- 2012: Lewis – Der Oxford Krimi (Lewis) (Fernsehserie, 2 Episoden)
- 2013: New Tricks – Die Krimispezialisten (New Tricks) (Fernsehserie, Episode 10x07)
- 2014: Down Dog
- 2014: In a Heartbeat
- 2016–: Casualty (Fernsehserie)
- 2019–: Holby City (Fernsehserie)